# Сантиссимо-Номе-ди-Мария-ин-Виа-Латина (титулярная церковь)
Титулярная церковь Сантиссимо-Номе-ди-Мария-ин-Виа-Латина (лат. Titulus Sanctissimi Nominis Mariae ad viam Latinam) — титулярная церковь была создана Папой Иоанном Павлом II в 1985 году. Титул принадлежит церкви Церковь Пресвятого Имени Марии на Виа Латина, расположенной в квартале Рима Аппио-Латино, на виа Чентурипе.
Церковь является приходом, учреждённым 1 апреля 1963 года по указу кардинала-викария Клементе Микара Quo uberius и вверенный священникам Общества Марии (марианисты).

## Список кардиналов-священников титулярной церкви Сантиссимо-Номе-ди-Мария-ин-Виа-Латина
- Паулос Цадуа — (25 мая 1985 — 11 февраля 2003, до смерти);
  - вакантно (2003 — 2006);
- Гауденсио Борбон Росалес — (24 марта 2006 — по настоящее время).